# Brloh (okres Český Krumlov)
Obec Brloh (německy Berlau) se nachází v okrese Český Krumlov, kraj Jihočeský, v Chráněné krajinné oblasti Blanský les, přibližně 15 km severozápadně od Českého Krumlova a 19 km zjz. od Českých Budějovic. Žije zde přibližně 1 100 obyvatel.

## Historie a popis
První písemná zmínka o obci pochází z roku 1310. V letech 1393–1394 je zde připomínána plebánie. Římskokatolická farnost Brloh vede matriky od roku 1660.[zdroj?]
Ve vsi se nachází zemědělský podnik, pila, kulturní dům a dům s pečovatelskou službou.

## Pamětihodnosti
- Klášter pavlánů s kostelem sv. Ondřeje, z přelomu 14. a 16. století[5]
- Dům Brloh, č.p. 317, dům s pozůstatky kláštera pavlánů
- Dům Brloh, č.p. 318, dům s pozůstatky kláštera pavlánů
- Dům Brloh, č.p. 319, dům s pozůstatky kláštera pavlánů

### Církevní památky
- Kostel svatého Šimona a Judy stojí na severovýchodním okraji vsi.[6]
- Fara severozápadně od vsi
- Trosky hradu Kuglvajt v Kuklově

V Brlohu a jeho okolí se nachází také řada drobných církevních památek:

#### Kaple
- Kaple svatého Vojtěcha na rozcestí u zemědělského podniku v severní části vsi
- Kaple svatého Kříže a svatého Prokopa v Rojšíně
- Výklenková kaple u Kuklova
- Kaple Narození Panny Marie v Jaroníně

#### Boží muka
- Boží muka u domu čp. 66 z roku 1436

#### Kříže
- Kříž u zdi kostela
- Kříž severně od kostela
- Kovový kříž na rozcestí v západní části vsi s datací 1868
- Kovový kříž s vyobrazeným kalichem  u Špatenky, datovaný 1877
- Kovový kříž naproti hřbitovu
- Kovový kříž v jižní části vsi jako vzpomínka na Jana Tancera padlého „na italském bojišti“ v roce 1916
- Kovový kříž u domu čp. 24 v obci Brloh, část Sedm Chalup
- Torzo kříže datovaného 1884 u domu čp. 1 v části Sedm Chalup, ze kterého zbyl pouze podstavec, pravděpodobně nepůvodní
- Kříž s datací 1869 v centru osady Kuklov

#### Jiné
- Svatý obraz ve štítu venkovské usedlosti č.p. 9, která je kulturní památkou ČR

### Další památky
- Pomník padlým v I. světové válce u domu s pečovatelskou službou
- Pomník padlým v I. světové válce v Kuklově
- Hradiště na vrchu Stržíšek objevené v roce 2000
- Hradiště U Ondřeje

## Příroda
Obec Brloh leží v krajině Blanského lesa, v okolí se nacházejí vzácné rostliny jako vstavače, a vzácní živočichové, jako perlorodky, vydry. V okolí Jaronína se nachází velmi celistvý bukový porost - Jaronínská bučina a přírodní rezervace Chrášťanský vrch. Ve vlastním katastru Brloh pod Kletí leží přírodní památky Na Stráži a Šimečkova stráň. V katastrálním území Janské Údolí jsou přírodní rezervace Malá skála a Ptačí stěna.
Západní částí území obce vede okružní Naučná stezka Brložsko s 16 zastaveními, již lemuje nespočet dřevěných plastik.

## Části obce
- Brloh (k. ú. Brloh pod Kletí a Jaronín-Kuklov, částečně i Jaronín)
- Janské Údolí (k. ú. Janské Údolí)
- Jaronín (k. ú. Jaronín)
- Kovářov (k. ú. Janské Údolí-Kovářov)
- Rojšín (k. ú. Rojšín)
- Rychtářov (k. ú. Janské Údolí)
- Sedm Chalup (k. ú. Jaronín)

K obci náleží i osady (ZSJ) Kuklov, Kuklov-Na Lazích a Rohy.

## Galerie

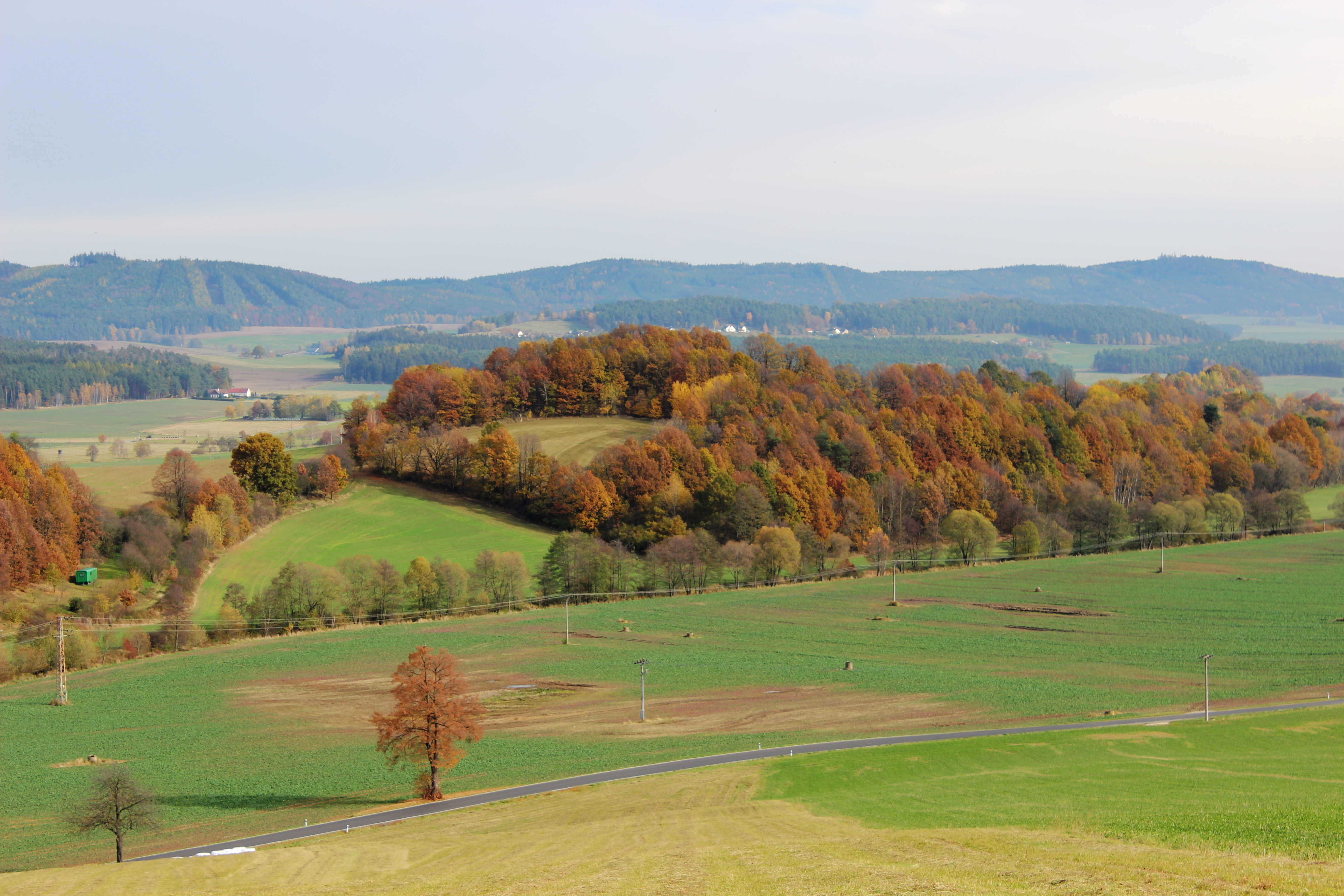
Podzim
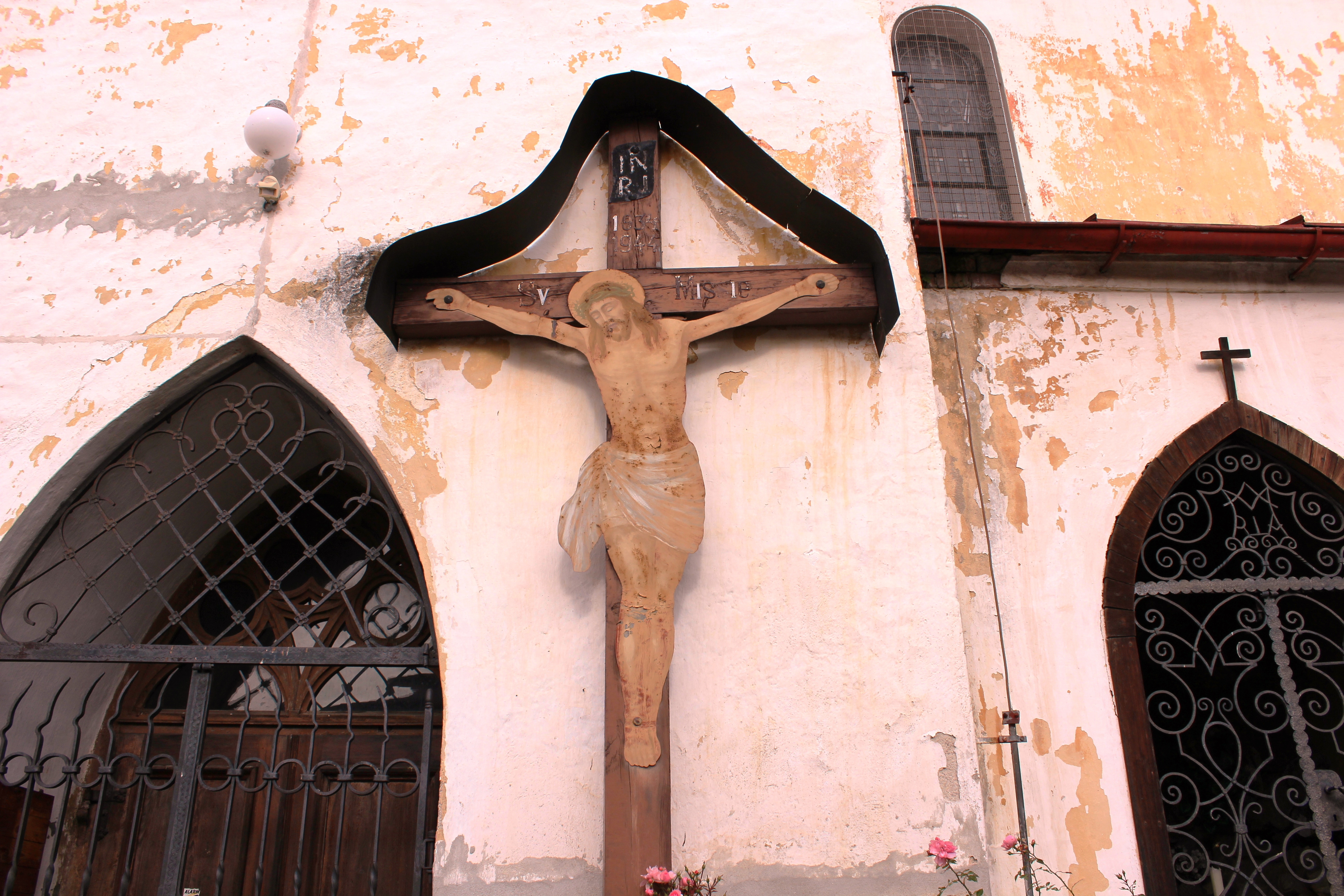
Kříž u kostela
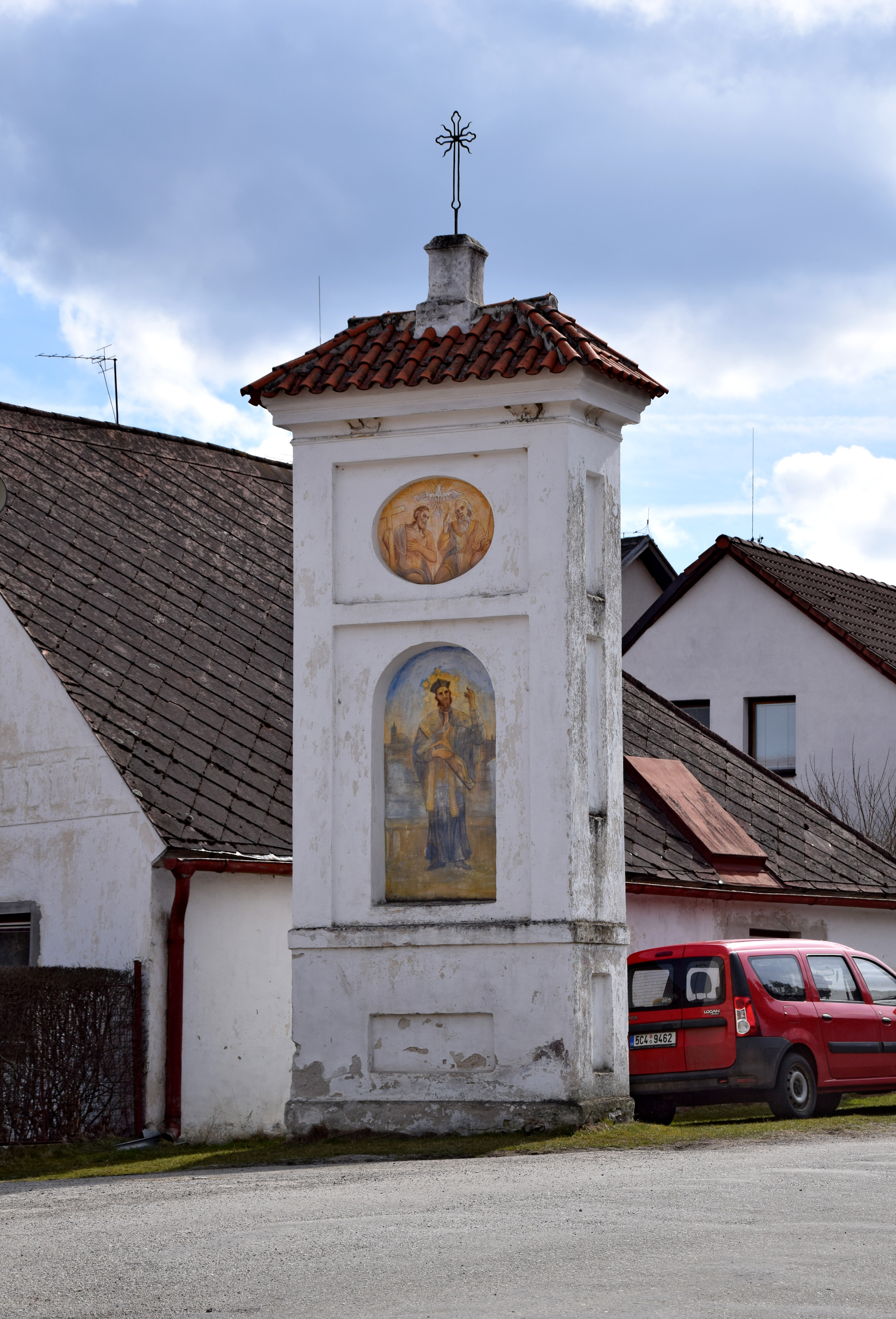
Kaplička u silnice
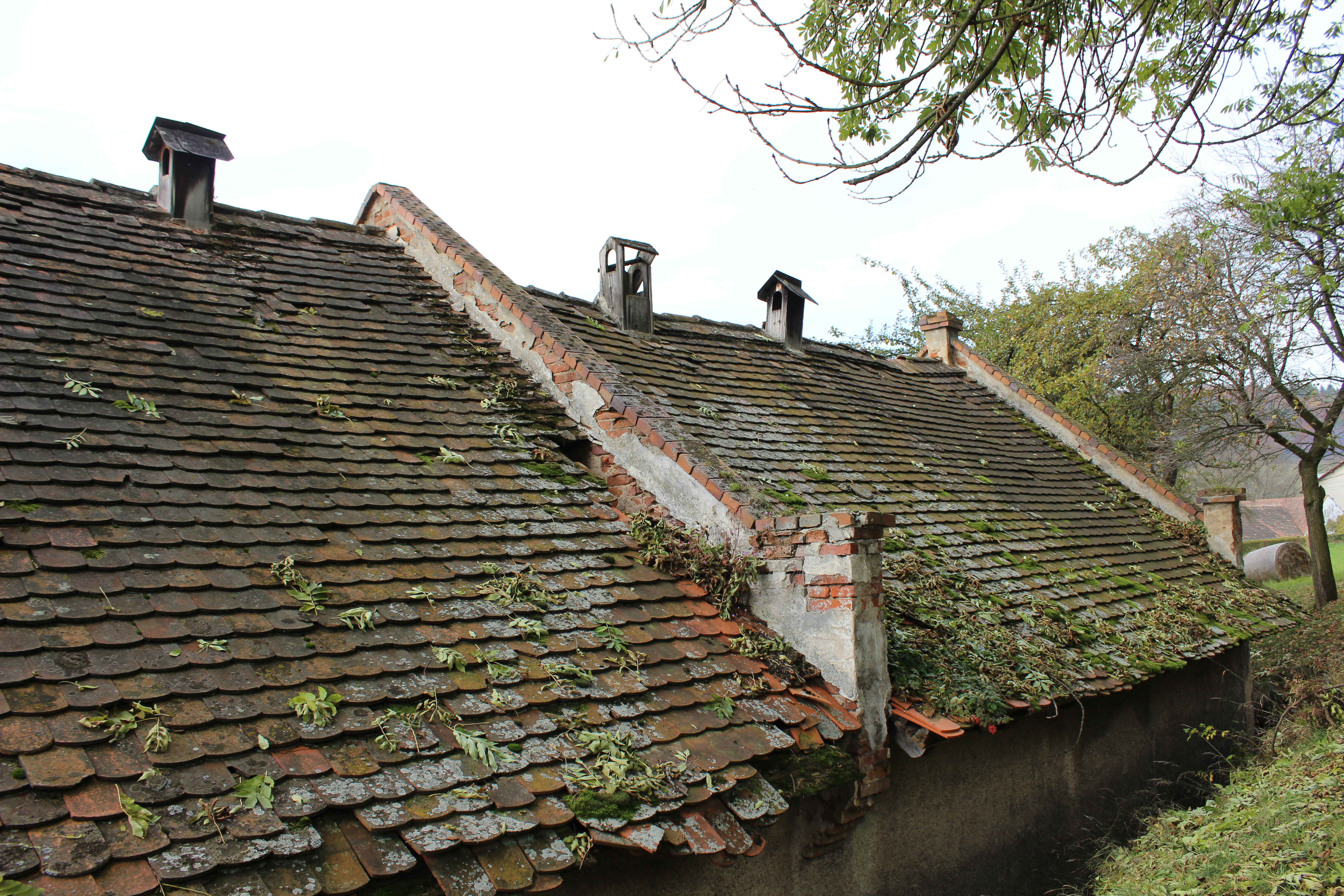
Střechy
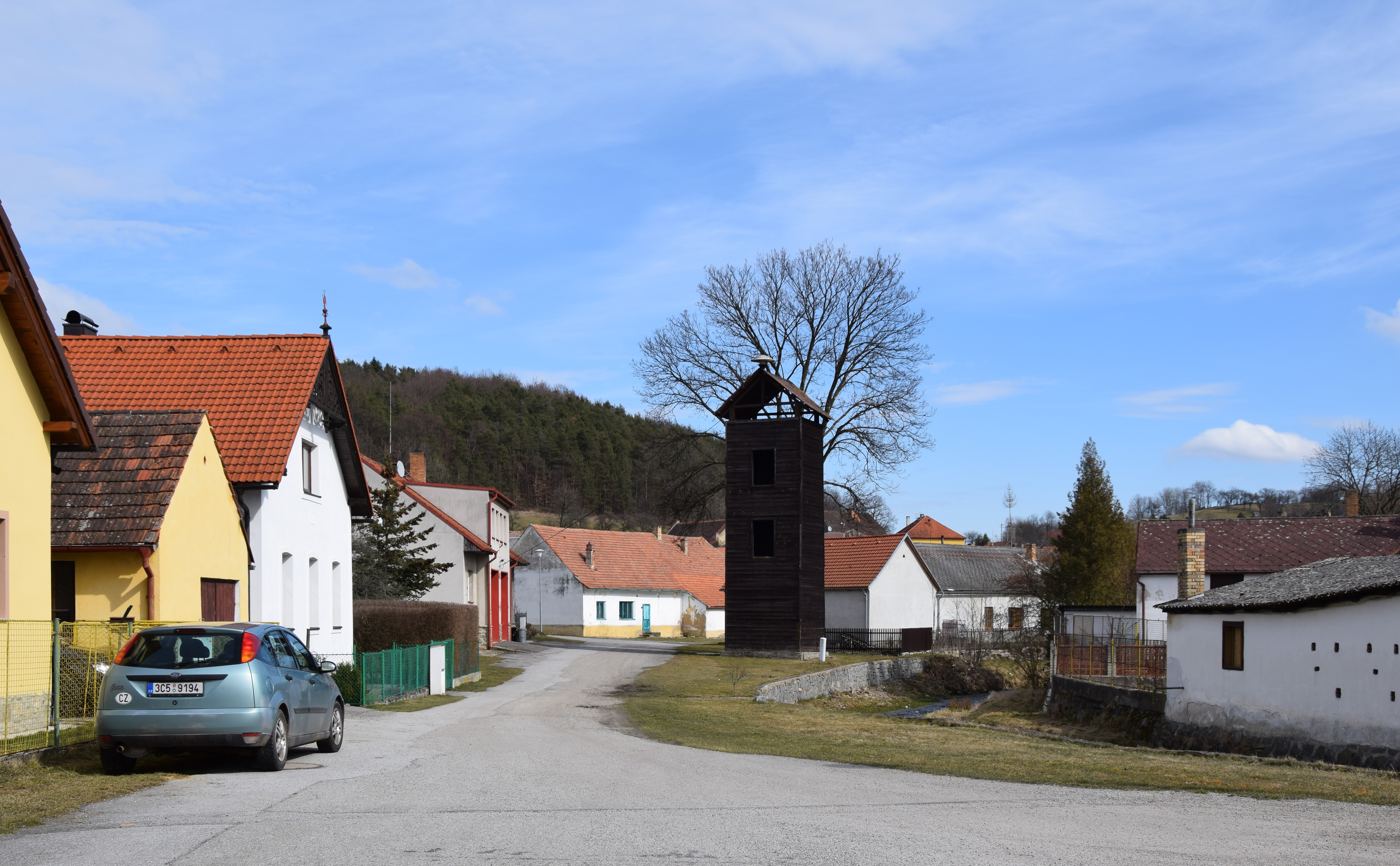
U hasičské zbrojnice
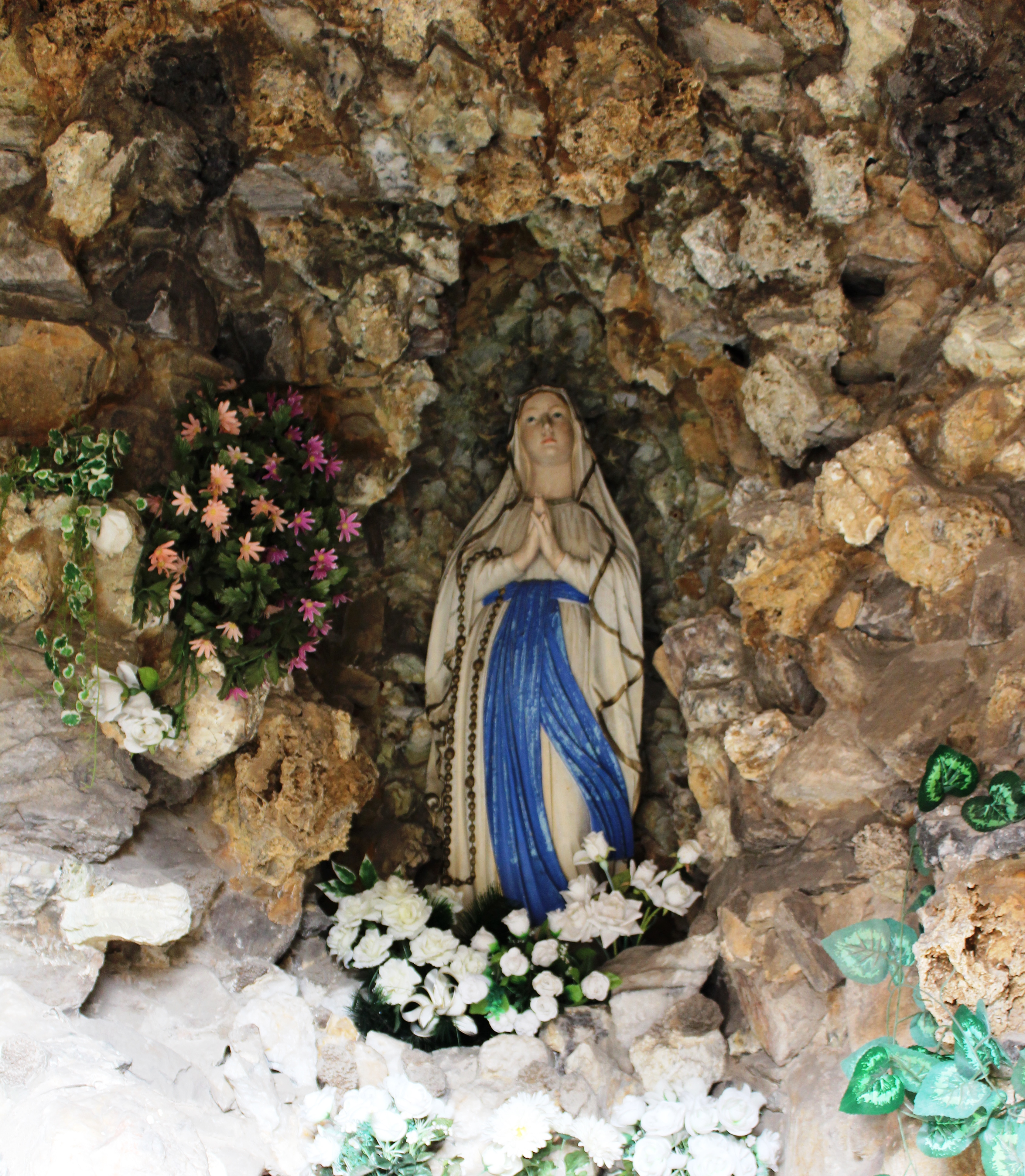
Socha světice u kostela
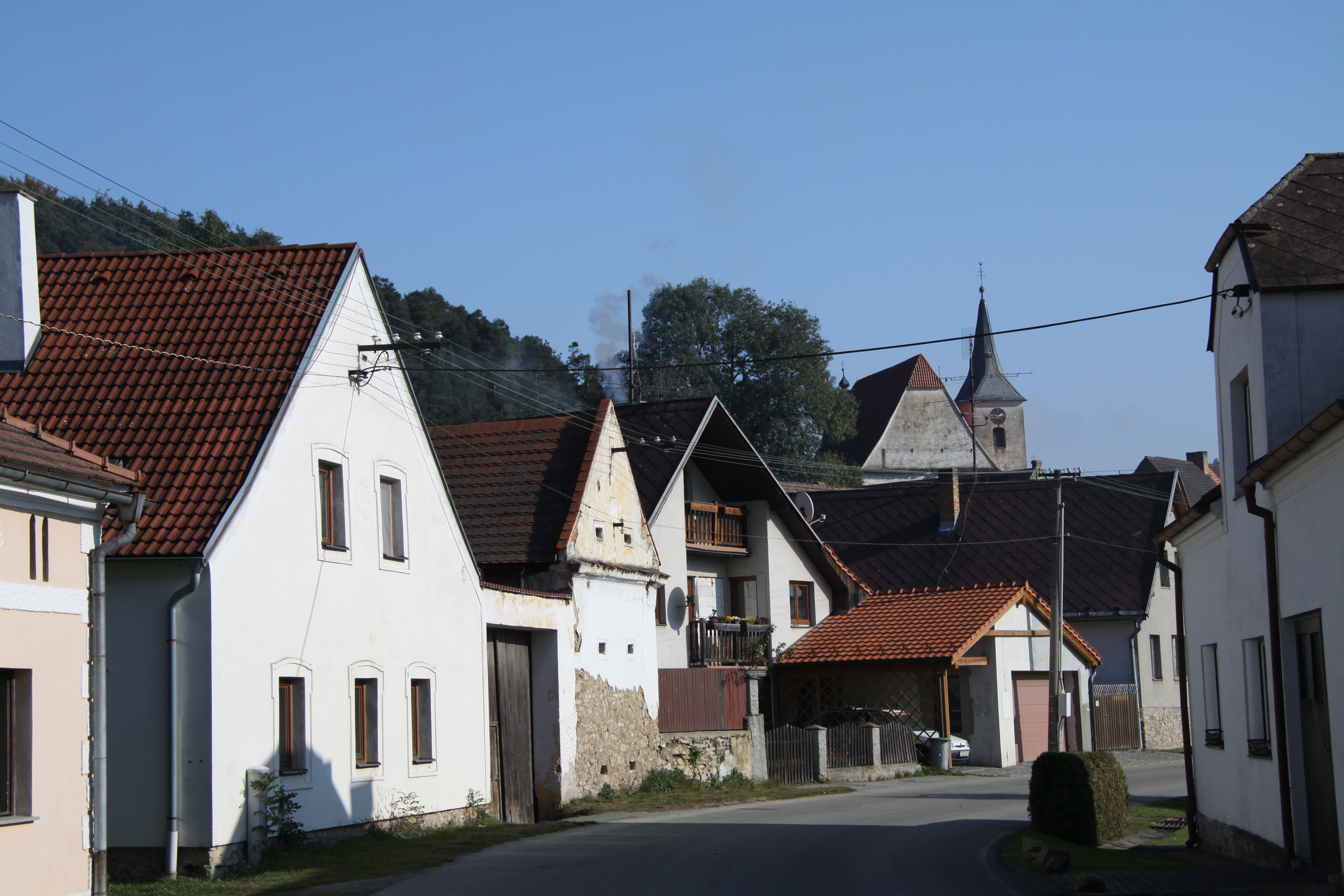
Stavení
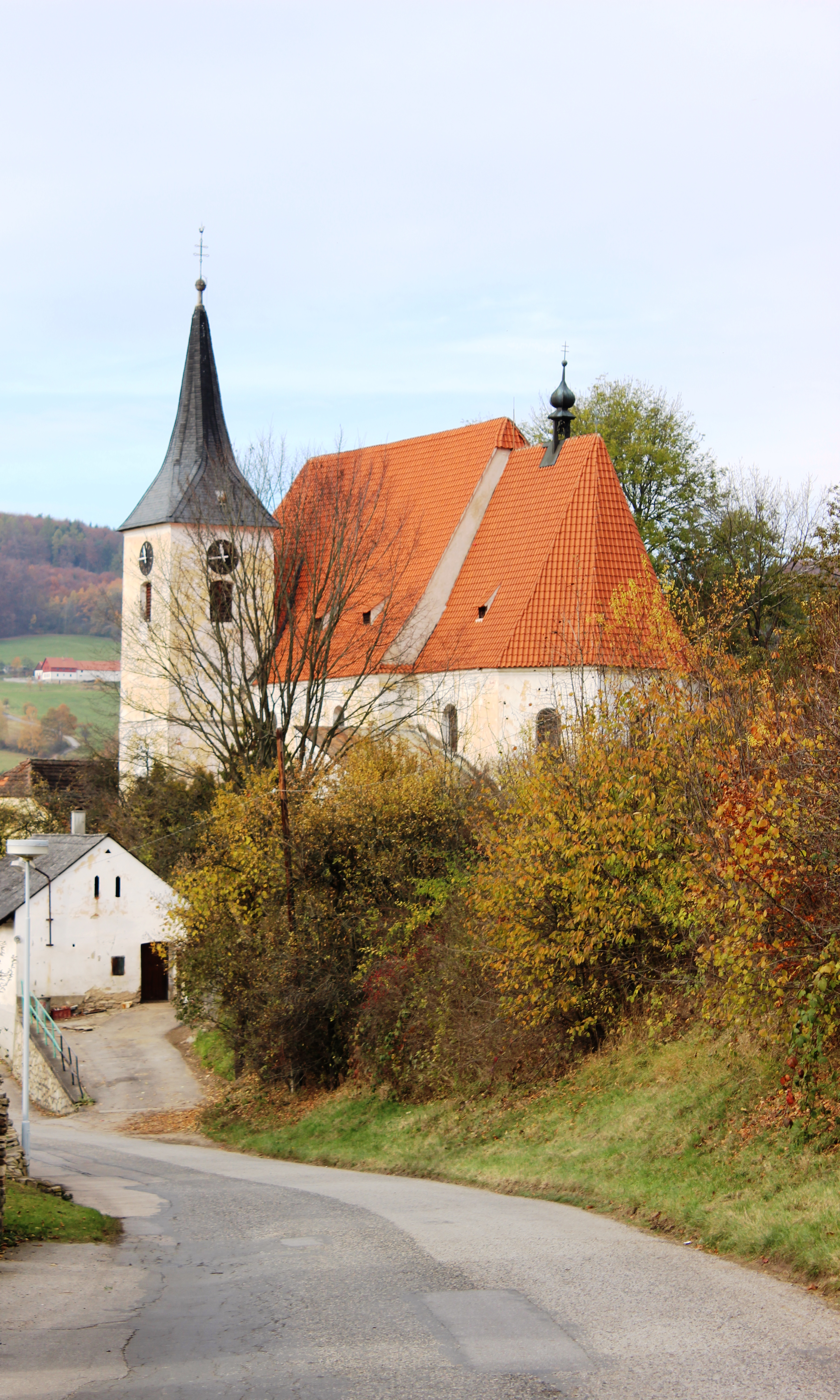
Kostel
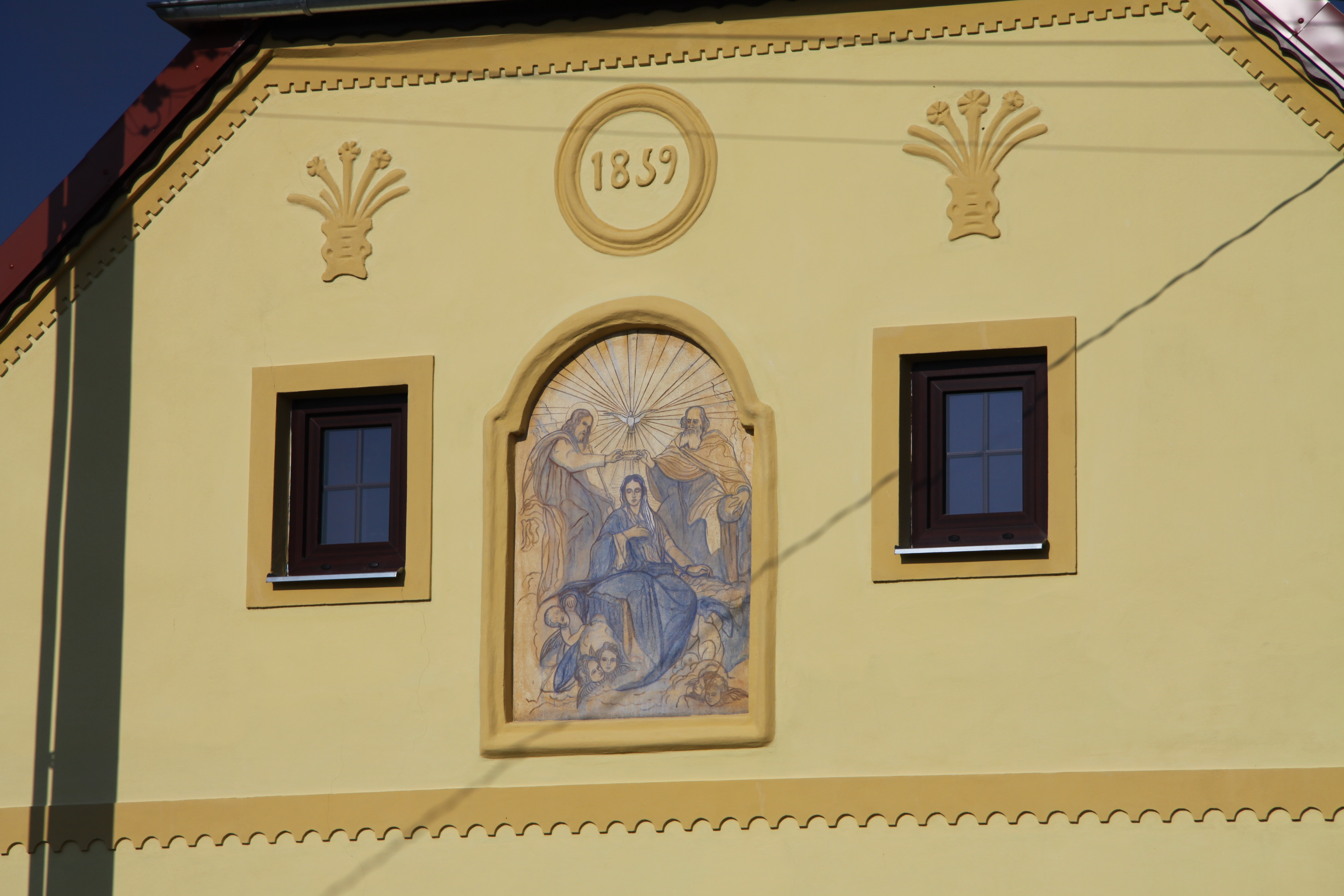
Štít
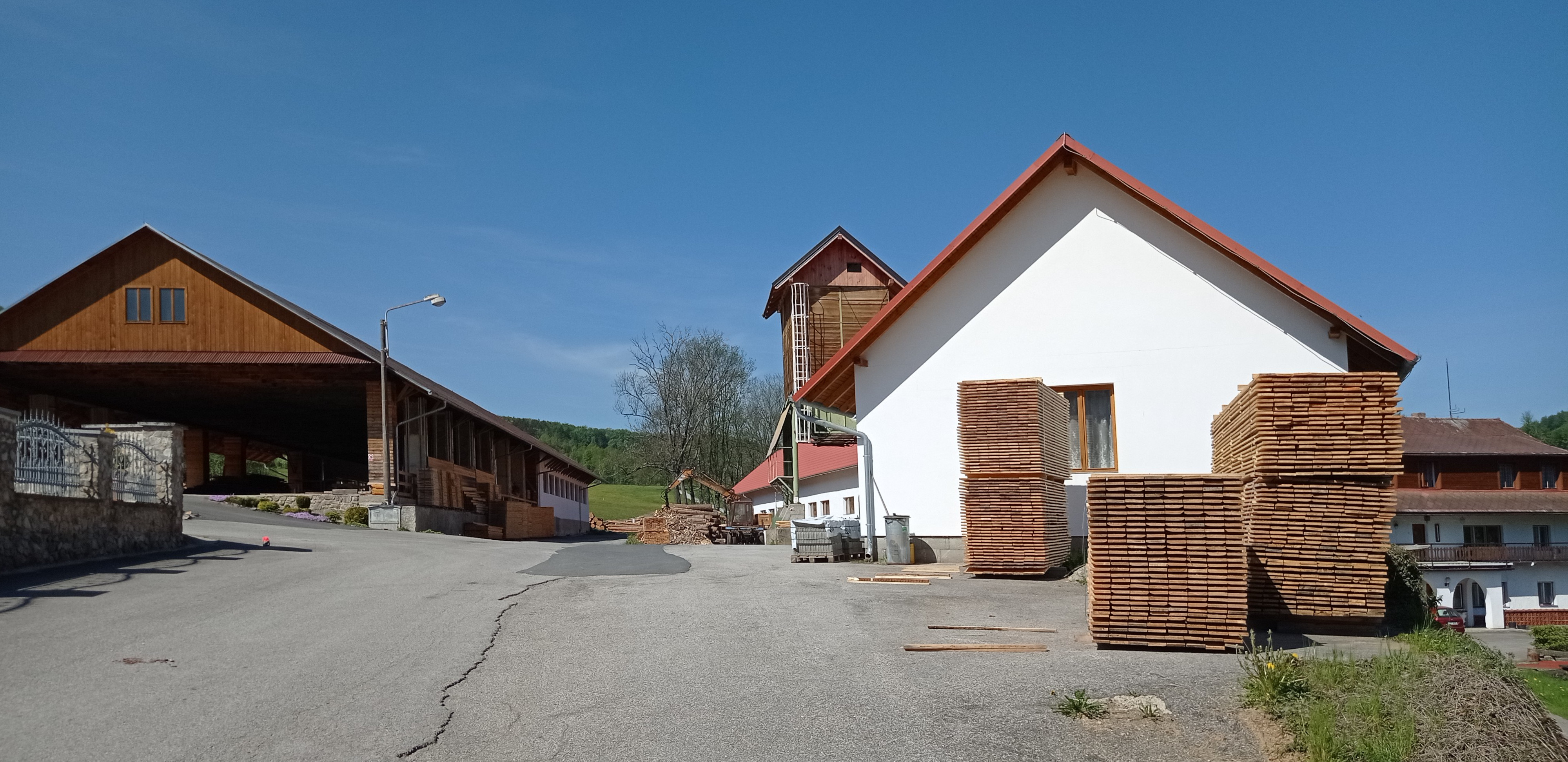
Pila
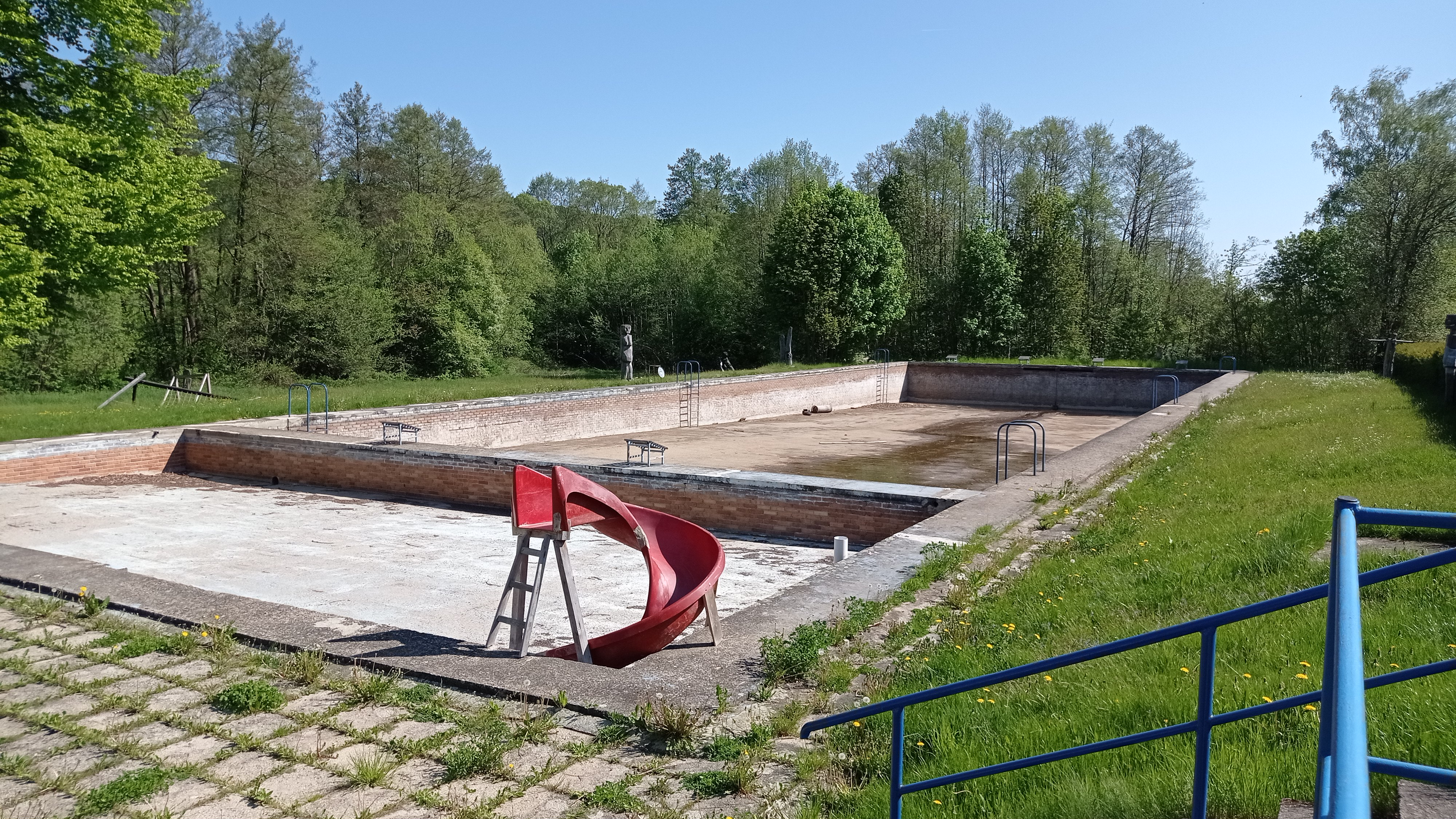
Venkovní koupaliště
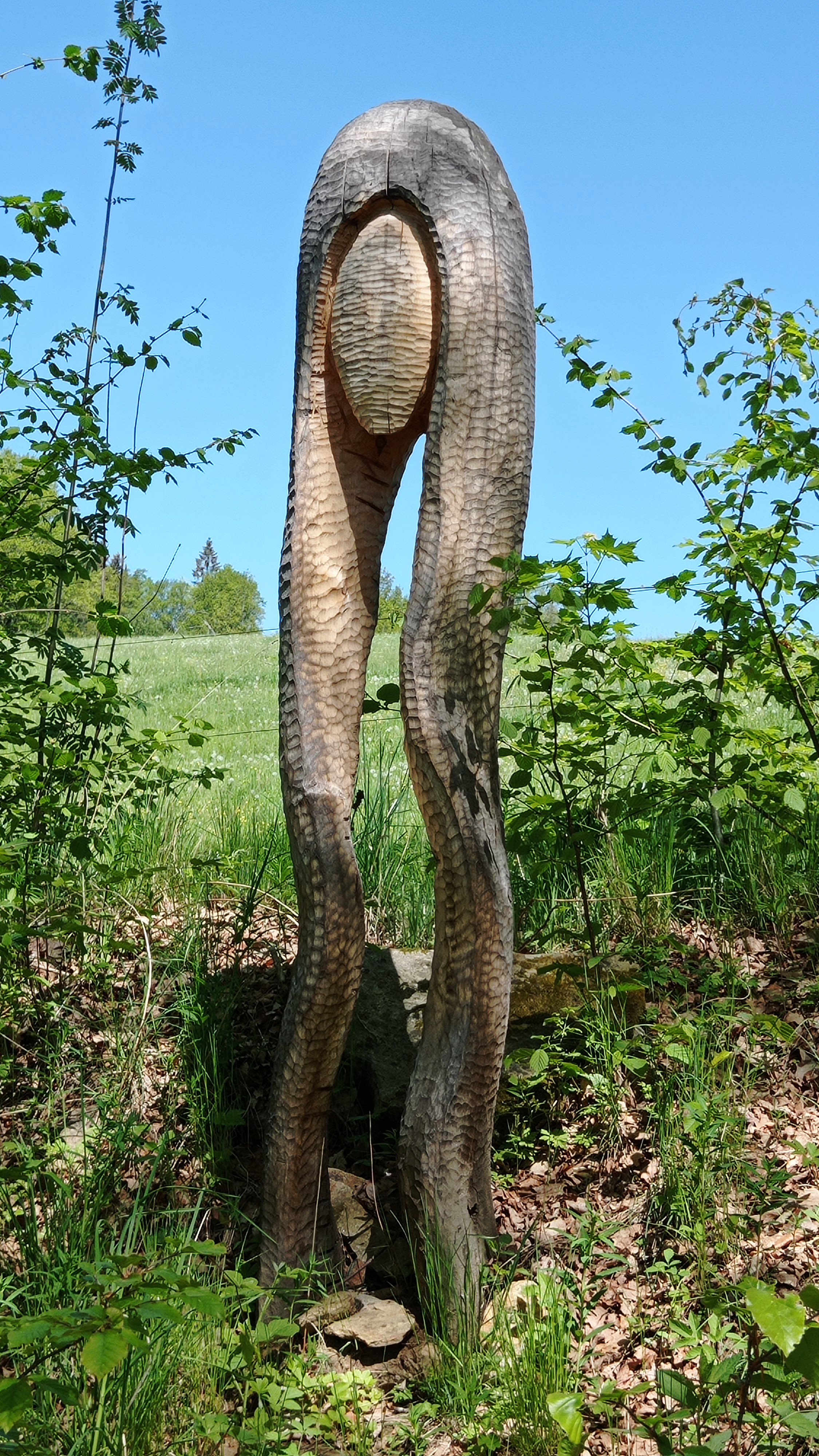
Jedna z dřevěných plastik
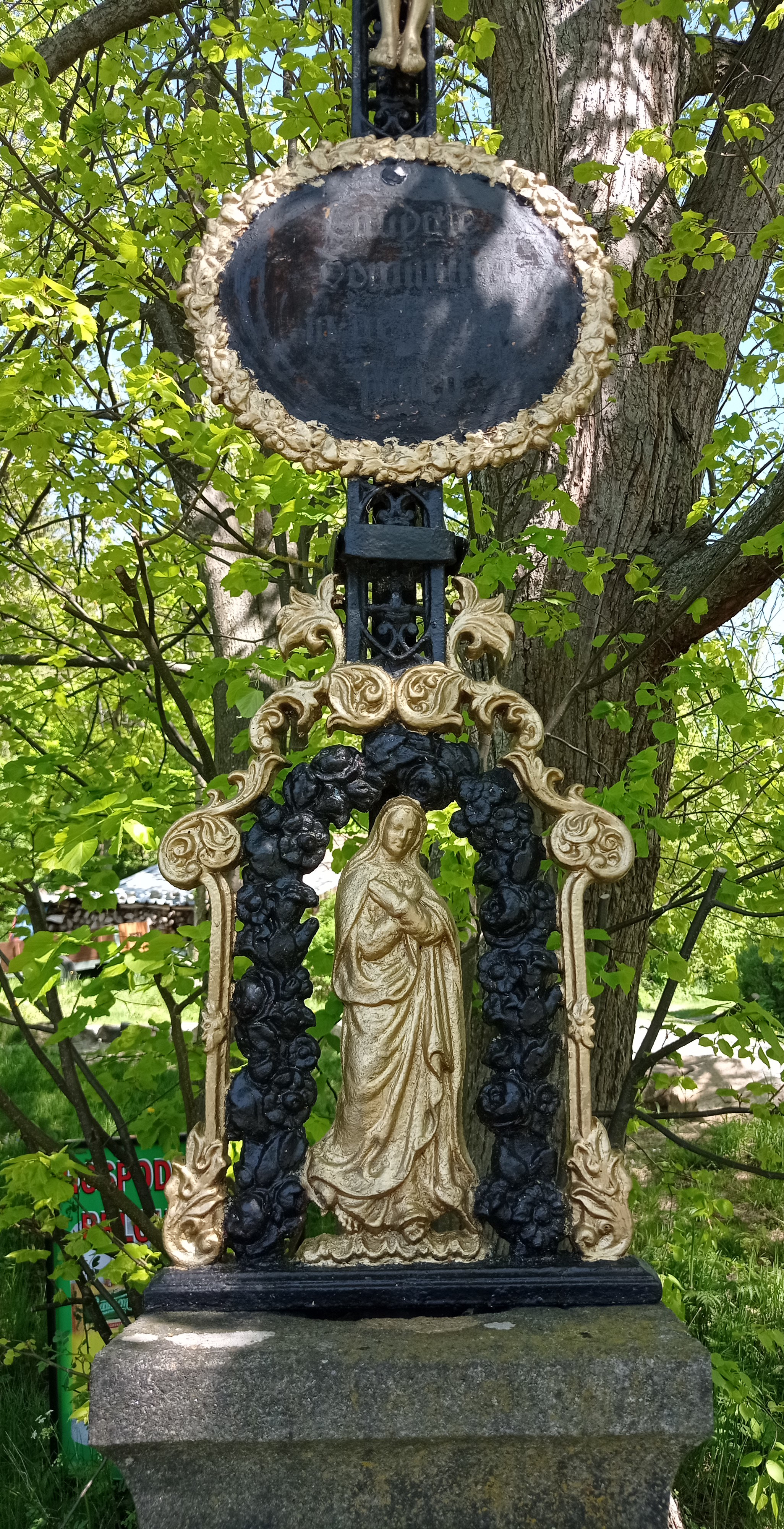
Detail kříže v Kuklově